# Lophocampa caterulata
Lophocampa caterulata är en fjärilsart som beskrevs av Rothschild 1910. Lophocampa caterulata ingår i släktet Lophocampa och familjen björnspinnare. Inga underarter finns listade i Catalogue of Life.